# Burmanska kampanja
Burmanska kampanja je bila del pacifiškega teatra druge svetovne vojne, ki se je pričela leta 1942 z japonskim napadom in končala leta 1945 z zavezniško zmago.